# Gramatika novogrčkog jezika

## Opće karakteristike
Neka svoja sintaktička svojstva novogrčki dijeli s još nekim balkanskim jezicima, koji zajedno s njime tvore balkansku jezičnu zajednicu:
- nepostojanje infinitiva
- stapanje dativa i genitiva. U novogrčkom indirektni se objekt izražava dijelom kroz genitiv, a dijelom prijedlog σε + akuzativ
- za tvorbu futura koristi se konstrukcija potekla od glagola htjeti (θέλω να > θα)
- tendencija da se izrečeni direktni objekt redundantno stavi i ispred predikata, u vidu odgovarajuće nenaglašene lične zamjenice (npr. το είδα το αυτοκίνητο)
- za razliku od drugih jezika balkanske jezične zajednice, u novogrčkom, kao i u starogrčkom, član dolazi ispred imenice.

Novogrčki jezik ima brojne kategorije deklinacija i konjugacija, premda se njihova raznolikost smanjila u odnosu na starogrčki. Imenske su riječi izgubile dativ. Glagoli su izgubili infinitiv, a također su prisutnije analitičke konstrukcije, na štetu sintetičkih, karakterističnih za starogrčki.

## Alfabet
Novogrčki alfabet ima 25 slova:
| Slovo  | Ime (gr. i hr.)  | Izgovor |
| ------ | ---------------- | ------- |
| Α α    | άλφα, alfa       | /a/     |
| Β β    | βήτα, beta       | /v/     |
| Γ γ    | γάμμα, gama      | /γ/     |
| Δ δ    | δέλτα, delta     | /δ/     |
| Ε ε    | έψιλον, epsilon  | /e/     |
| Ζ ζ    | ζήτα, zeta       | /z/     |
| Η η    | ήτα, eta         | /i/     |
| Θ θ    | θήτα, theta      | /θ/     |
| Ι ι    | γιώτα, jota      | /i/     |
| Κ κ    | κάπα, kapa       | /k/     |
| Λ λ    | λάμδα, lambda    | /l/     |
| Μ μ    | μι, mi           | /m/     |
| Ν ν    | νι, ni           | /n/     |
| Ξ ξ    | ξι, ksi          | /ks/    |
| Ο ο    | όμικρον, omikron | /o/     |
| Π π    | πι, pi           | /p/     |
| Ρ ρ    | ρω, ro           | /r/     |
| Σ σ, ς | σίγμα, sigma     | /s/     |
| Τ τ    | ταυ, tau         | /t/     |
| Υ υ    | ύψιλον, ipsilon  | /i/     |
| Φ φ    | φι, fi           | /f/     |
| Χ χ    | χι, hi           | /h/     |
| Ψ ψ    | ψι, psi          | /ps/    |
| Ω ω    | ωμέγα, omega     | /o/     |

Napomena: ς je varijanta koja se, umjesto σ, koristi na kraju riječi.

## Grafički akcenti, dijakritici, interpunkcija
Akut se stavlja na naglašeni samoglasnik unutar svake dvosložne ili višesložne riječi. Ako riječ počinje velikim slovom, stavlja se ispred početnog slova: Ώμηρος. Ako je čitava riječ pisana tiskanim slovima, grafički se akcent ne bilježi. Ako se naglašeni samoglasnik bilježi s dva slova, akut se stavlja iznad drugog slova: τοίχος /'tihos/. U kombinacijama –αυ- i –ευ- također se stavlja iznad drugog slova: παύω /'pavo/. Ako riječ ima dva naglaska zbog enklize, grafički se akcent piše na oba mjesta: ο εξάδελφός μου.
Grafički se akcent bilježi na sljedećim jednosložnim riječima:
- ή (veznik) – za razliku od η (član)
  - Η αδελφή σου είναι ψηλή ή κοντή;

- πού (prilog) – za razliku od που (veznik).
  - Από πού είσαι;
  - Ήταν την ημέρα που σε είδα.

- πώς (prilog) – za razliku od πως (veznik)
  - Δεν ξέρω πώς ήρθε.
  - Είπε πως θα πήγαινε.
- također se bilježi u onim jednosložnim riječima kojima otpadne završni samoglasnik. Φέρ' το.

Dijereza označava zaseban izgovor dvaju susjednih samoglasnika, koji se inače izgovaraju kao jedan glas: γκέϊσα.
Apostrof označava gubitak samoglasnika na početku ili na kraju riječi. Θ' ανέβω, θα 'ρθω.
Interpunkcijski znakovi i njihova upotreba slični su hrvatskom. Važne su razlike:
- znak pitanja nije upitnik (?) nego semikolon (;)

- stanku značajniju od zareza, no manju od točke označava gornja točka (˙)

## Izgovor
Samoglasnici
- αι se izgovara kao /e/: γυναίκα /ji'neka/
- ει se izgovara kao /i/: γείτονας /'jitonas/
- οι se izgovara kao /i/: άνοιξη /’aniksi/
- ου se izgovara kao /u/: μάγουλο /’maγulo/
- υι se izgovara kao /i/: υιοθετώ /ioθe'to/

- αυ se izgovara /af/ na kraju riječi i ispred bezvučnih suglasnika: αυτός /af'tos/

Ispred zvučnih suglasnika i ispred samoglasnika izgovara se /av/: αύριο /’avrio/
- Analogno se ponaša i ευ: ελευθερία /elefθe'ria/; Ευρώπη /ev'ropi/

Suglasnici
- Glas /b/ u pismu se bilježi μπ: μπαίνω /'beno/
- Glas /d/ u pismu se bilježi ντ: ντύνω /’dino/
- Glas /c/ u pismu se bilježi τσ: τσέπη /’cepi/

- /γ/ označava izgovor glasa koji je zvučni parnjak glasa [h]
- /δ/ označava izgovor glasa kakav je engleski 'th' u this
- /θ/ označava izgovor glasa kakav je engleski 'th' u thin

- Suglasnik  γ se ispred /e/ i /i/ izgovara /j/: γιατρός /ja’tros/
- Suglasnik σ (ς) izgovara se /s/; ako iza njega slijedi suglasnik μ, β ili γ, izgovara se zvučno (/z/): δρόμος /’δromos/, στόμα /'stoma/; σβήνω /'zvino/, πείσμα /'pizma/

- Suglasnička skupina γγ izgovara se /ŋg/: φεγγάρι /feŋ'gari/
- Suglasnička skupina γκ izgovara se također /ŋg/: ανάγκη /a’naŋgi/
- Suglasnička skupina γχ izgovara se /ŋh/: άγχος /'aŋhos/
- Suglasnička skupina τζ izgovara se /dz/ (zvučni parnjak glasu /c/): τζατζίκι /dza’dziki/

## Imenske riječi
Imenske su riječi one koje imaju deklinaciju (imenice, pridjevi, članovi, zamjenice).
Gramatički rod imenica, kao u mnogim drugim indoeuropskim jezicima, većinom je arbitraran, i ne poklapa se nužno s prirodnim rodom. 
Novogrčki jezik ima:
- dva gramatička broja (jedninu i množinu)
- tri gramatička roda (muški, ženski i srednji)
- četiri padeža (nominativ, genitiv, akuzativ i vokativ).

### Član
Član je promjenjiva vrsta riječi koja prati rod, broj i padež imenice uz koju stoji.
Novogrčki jezik ima određeni i neodređeni član. Određeni član ima oba broja, a neodređeni samo jedninu.

#### Određeni član
| Deklinacija | Deklinacija | Deklinacija | Deklinacija | Deklinacija | Deklinacija | Deklinacija |
|             | Jednina     | Jednina     | Jednina     | Množina     | Množina     | Množina     |
| Muški rod   | Ženski rod  | Srednji rod | Muški rod   | Ženski rod  | Srednji rod |             |
| ----------- | ----------- | ----------- | ----------- | ----------- | ----------- | ----------- |
| Nominativ   | ο           | η           | το          | οι          | οι          | τα          |
| Genitiv     | του         | της         | του         | των         | των         | των         |
| Akuzativ    | τον         | τη(ν)       | το          | τους        | τις         | τα          |
| Vokativ     | -           | -           | -           | -           | -           | -           |

Napomena. Ženski oblik određenog člana u akuzativu jednine obavezno ima oblik την ako riječ koja neposredno slijedi počinje samoglasnikom, ili nekim od sljedećih suglasnika: κ, π, γκ, μπ, ντ, ξ i ψ: την άνοιξη.

#### Neodređeni član
Neodređeni član oblikom je sličan oblicima broja jedan (ένας, μία, ένα).  
|           | Jednina    | Jednina     | Jednina |
| Muški rod | Ženski rod | Srednji rod |         |
| --------- | ---------- | ----------- | ------- |
| Nominativ | ένας       | μια         | ένα     |
| Genitiv   | ενός       | μιας        | ενός    |
| Akuzativ  | ένα(ν)     | μια(ν)      | ένα     |
| Vokativ   | -          | -           | -       |

Napomena. Oblici έναν i μιαν su fakultativni: mogući su ako sljedeća riječ počinje samoglasnikom, ili nekim od sljedećih suglasnika: κ, π, τ, ξ i ψ: σ'έναν κύριο.

### Imenice

#### Imenice muškog roda
U tablici su prikazane paradigme triju najčešćih klasa imenica. Povijesno gledano, klasa na -ος odgovara starogrčkoj ο-deklinaciji. 
|     |         |             | 1. klasa: -ος/-οι φίλος  | 2. klasa: -ας/-ες άνδρας | 3. klasa: -ης/-ες χάρτης |
| --- | ------- | ----------- | ------------------------ | ------------------------ | ------------------------ |
| Sg. | N G A V | ο του το(ν) | φίλος φίλου φίλο φίλε    | άνδρας άνδρα             | χάρτης χάρτη             |
| Pl. | N G A V | οι των τους | φίλοι φίλων φίλους φίλοι | άνδρες ανδρών άνδρες     | χάρτες χαρτών χάρτες     |

Druga i treća klasa imaju i potklase tzv. nejednakosložnih imenica, kod kojih se množina tvori produživanjem osnove, dodatkom -αδ- odnosno -ηδ-. Primjeri: παππάς, παππάδες; μανάβης, μανάβηδες.

#### Imenice ženskog roda
Prva i druga klasa iz donje tablice (s nekim neprikazanim potklasama) daleko su najčešće. Obje povijesno pripadaju starogrčkoj α-deklinaciji. Treća klasa odgovara starogrčkim imenicama na -ις. Njihova je jednina analogna onima iz druge grupe, dok je množina zadržala staru paradigmu. Četvrta klasa odgovara starogrčkoj o-deklinaciji imenica ženskog roda, i danas je rijetka.
|     |         |             | 1. klasa: -α/-ες ώρα | 2. klasa: -η/-ες εποχή | 3. klasa: -η/-εις πόλη | 4. klasa: -ος/-οι μέθοδος        |
| --- | ------- | ----------- | -------------------- | ---------------------- | ---------------------- | -------------------------------- |
| Sg. | N G A V | η της τη(ν) | ώρα ώρας ώρα         | εποχή εποχής εποχή     | πόλη πόλης πόλη        | μέθοδος μεθόδου μέθοδο μέθοδος   |
| Pl. | N G A V | οι των τις  | ώρες ωρών ώρες       | εποχές εποχών εποχές   | πόλεις πόλεων πόλεις   | μέθοδοι μεθόδων μεθόδους μέθοδοι |

#### Imenice srednjeg roda
Sve imenice srednjeg roda imaju jednake oblike u nominativu, akuzativu i vokativu. Prva i druga klasa iz donje tablice su daleko najučestalije.
|     |         |        | 1. klasa: -ο/-α βιβλίο | 2. klasa: -ι/-ια παιδί | 3. klasa: -μα/-ματα πρόβλημα | 4. klasa: -ος/-η λάθος |
| --- | ------- | ------ | ---------------------- | ---------------------- | ---------------------------- | ---------------------- |
| Sg. | N/A/V G | το του | βιβλίο βιβλίου         | παιδί παιδιού          | πρόβλημα προβλήματος         | λάθος λάθους           |
| Pl. | N/A/V G | τα των | βιβλία βιβλίων         | παιδιά παιδιών         | προβλήματα προβλημάτων       | λάθη λαθών             |

### Pridjevi
Velika većina pridjeva u nominativu jednine završava na:
- -ος u muškom rodu. Deklinacija im je jednaka kao za imenice muškog roda 1. klase, v. gore
- -ο u srednjem rodu, jednako kao imenice srednjeg roda 1. klase, v. gore
- -η, -α, ili -ια u ženskom rodu, poput imenica ženskog roda 1. odn. 2. klase, v. gore
- osim ovih, postoje i manje zastupljene potklase pridjeva.

Pridjevi se slažu s imenicom uz koju stoje u rodu, broju i padežu, što ne znači da će se njihovi nastavci i u konkretnim slučajevima nužno biti identični - svaka vrsta riječi slijedi svoju paradigmu: η καλή μέθοδος, τα νέα λάθη.
Donja tablica pokazuje oblike za pridjeve νέος, -α, -ο, καλός, -η, -ο i γλυκός, -ιά, -ό.
|     |         | M                       | F              | F                 | F                     | N                     |
|     |         |                         | 1. klasa       | 2. klasa          | 3. klasa              |                       |
| --- | ------- | ----------------------- | -------------- | ----------------- | --------------------- | --------------------- |
| Sg. | N G A V | νέος νέου νέο νέε       | νέα νέας νέα   | καλή καλής καλή   | γλυκιά γλυκιάς γλυκιά | νέο νέου νέο          |
| Pl. | N G A V | νέοι νέων νέους νέοι    | νέες νέων νέες | καλές καλών καλές | γλυκές γλυκών γλυκές  | νέα νέων νέα          |
|     |         | analogno: καλός, γλυκός |                |                   |                       | analogno: καλό, γλυκό |

Manje zastupljene klase pridjeva su sljedeće:
- pridjevi (obično označavaju ljudske osobine) na -ης, -α, -ικο:
  - τεμπέλης, τεμπέλα, τεμπέλικο
    - m.r. slijedi paradigmu imenica m.r. 3. klase (-ης/-ηδες)
    - ž.r. slijedi paradigmu imenica ž.r. 1. klase (-α)
    - s.r. slijedi paradigmu imenica s.r. na -ο

- pridjevi (iz učene tradicije) na -ης, -ης, -ες:
  - ακριβής, -ής, -ές
    - u pravilu nemaju vokativ
    - m.r. i ž.r. imaju iste oblike u jednini i množini:

|     |       | M / F                     | N                        |
| --- | ----- | ------------------------- | ------------------------ |
| Sg. | N G A | συνεπής συνεπούς συνεπή   | συνεπές συνεπούς συνεπές |
| Pl. | N G A | συνεπείς συνεπών συνεπείς | συνεπή συνεπών συνεπή    |

- malena klasa pridjeva na -ύς, -ιά, -ύ
  - βαρύς, -ιά, -ύ
    - naglasak je uvijek na prvom slogu odostraga
    - u m.r. i s.r. jednine imaju υ, drugdje ι:

|     |         | M                            | F                    | N                       |
| --- | ------- | ---------------------------- | -------------------- | ----------------------- |
| Sg. | N G A V | βαρύς βαριού / βαρύ βαρύ     | βαριά βαριάς βαριά   | βαρύ βαριού / βαρύ βαρύ |
| Pl. | N G A V | βαριοί βαριών βαριούς βαριοί | βαριές βαριών βαριές | βαριά βαριών βαριά      |

- klasa pridjeva na -ής, -ιά, -ί
  - ουρανής, -ιά, -ί, χρυσαφής, -ιά, -ί
    - većinom su to pridjevi koji označavaju boju ili tvar
    - u deklinaciji su slični pridjevima na -ύς, -ιά -ύ, jedina je razlika u pisanju nastavaka: u jednini, m.r. ima -ή- (umjesto -ύ-), a s.r. -ί (umjesto -ύ)

### Lične zamjenice
Novogrčki jezik poznaje naglašene i nenaglašene oblike ličnih zamjenica. Lične zamjenice promjenjive su u licu, broju, padežu i rodu.
Upotreba lične zamjenice u funkciji subjekta (u nominativu) nije obavezna, jer glagol uvijek nedvosmisleno ukazuje na lice i broj subjekta. Ipak, može se koristiti radi naglašavanja.
Zamjenice u nominativu imaju samo naglašeni oblik.
Nenaglašene zamjenice u genitivu koriste se:
- kao indirektni objekt, što odgovara hrvatskom dativu: του μίλησα
- u posvojnom značenju, iza imenice (posvojni genitiv): οι φίλοι του
- iza brojeva: οι δύο μας
- iza nekih zamjenica: όλοι σας
- iza nekih priloga: δίπλα μας

Naglašene zamjenice u genitivu rjeđe su i koriste se samo radi posebnog naglašavanja ili isticanja. 
Zamjenice u akuzativu imaju funkciju direktnog objekta; posjeduju nenaglašene i naglašene oblike. Nenaglašeni oblik obavezno neposredno prethodi glagolu, osim u imperativu i gerundu. Nenaglašene zamjenice u trećem licu jednine i množine oblikom su jednake oblicima određenog člana. 
Združene zamjenice su dvije nenaglašene korištene neposredno jedna uz drugu. Indirektna pritom dolazi ispred direktne, osim u imperativu i gerundu, gdje je redoslijed fleksibilan: σου το είπα, ali πες του το i πες το του.
| Nenaglašene lične zamjenice | Nenaglašene lične zamjenice | Nenaglašene lične zamjenice | Nenaglašene lične zamjenice | Nenaglašene lične zamjenice | Nenaglašene lične zamjenice | Nenaglašene lične zamjenice |
|                             | Sg.                         | Sg.                         | Sg.                         | Pl.                         | Pl.                         | Pl.                         |
| 1. lice                     | 2. lice                     | 3. lice                     | 1. lice                     | 2. lice                     | 3. lice                     |                             |
| --------------------------- | --------------------------- | --------------------------- | --------------------------- | --------------------------- | --------------------------- | --------------------------- |
| G                           | μου                         | σου                         | του / της / του             | μας                         | σας                         | τους (sva 3 roda)           |
| A                           | με                          | σε                          | τον / τη(ν) / το            | μας                         | σας                         | τους / τις / τα             |

| N     | εγώ   | εσύ   | εμείς | εσείς |
| G / A | εμένα | εσένα | εμάς  | εσάς  |

U trećem licu naglašena lična zamjenica glasi αυτός, -ή, -ό (u množini αυτοί, -ές, -ά). Ti se oblici dekliniraju kao imenice 1. klase muškog i srednjeg roda, odnosno kao imenice druge klase ženskog roda.

## Prijedlozi
Glavni prijedlozi u novogrčkom su:
- από (od, iz)
- για (o, za; ponekad se na hrv. prevodi imenicom u dativu bez prijedloga; također uvodi namjernu rečenicu)
- μέχρι (do)
- σαν (kao)
- σε (u, na, za)
- χωρίς (bez)

Prijedlozi u novogrčkom u većini slučajeva zahtijevaju imenicu u akuzativu. Genitiv zahtijevaju:
- εναντίον (protiv)
- εξαιτίας (zbog)
- μεταξύ (među)

Prijedlog σε stapa se s određenim članom koji slijedi: σε + τον > στον; σε + τη(ν) > στη(ν);  σε + το > στο
Osim takvih jednostavnih prijedloga, novogrčki poznaje i združene prijedloge, npr.:
- αντί για (umjesto)
- εκτός από (osim)
- μετά από (nakon)
- πριν από (prije)
- δίπλα σε (pored)
- πίσω από (iza)

## Veznici
Najčešći nezavisni veznici su: και (i; također), αλλά (ali), ή (ili), ούτε (ni), ή…ή (ili-ili), μήτε…μήτε i ούτε…ούτε (niti…niti).
Najčešći zavisni veznici i vezničke riječi su:
- Αν, εάν, άμα, εφόσον, είτε…είτε, εκτός αν – uvode pogodbenu rečenicu
- Ακόμι κι αν, κι ας, μ'όλο που – uvode dopusnu rečenicu
- Όταν, όποτε, μόλις, πριν, αφού, μετά που, μέχρι που, ενώ, καθώς, όσο – uvode vremensku rečenicu
- Για να – uvodi namjernu rečenicu
- Που, ώστε – uvode posljedičnu rečenicu
- Γιατί, διότι, επειδή, αφού – uvode uzročnu rečenicu

## Glagoli
Grčki je izrazito flektivan jezik. Svaki je glagol kombinacija osnove (leksičkog morfema) i nastavka. Osnova nosi leksičko značenje riječi, a nastavak izražava niz gramatičkih kategorija:
- lice (prvo, drugo, treće)
- broj (jednina, množina)
- vrijeme (sadašnjost, prošlost)
- vid (svršeni, nesvršeni, gotovi)
- glagolsko stanje (aktiv, pasiv)
- način (određeni, neodređeni)

Konjugirani glagol mogu modificirati čestice – να, ας, θα – koje prethode glagolskom obliku i uvode daljnje podjele glagolskih načina (indikativ, konjunktiv) i vremena (futur).

### Lice i broj
Glagol se (u svojstvu predikata) slaže sa subjektom u licu i broju. Budući da su lice i broj nedvosmisleno naznačeni glagolskim nastavkom, subjekt je u vidu lične zamjenice redundantan te se izriče samo kada ga se želi naglasiti. 

Drugo lice množine glagola koristi se, kao u hrvatskom, i za obraćanje iz poštovanja.

Drugo lice jednine i treće lice množine rabe se i za izražavanje bezličnosti (tj. ako je subjekt generički).

### Vrijeme i vid
|           |            | Vid      |         |               |
| nesvršeni | svršeni    | gotovi   |         |               |
| Vrijeme   | sadašnjost | αγαπώ    | αγαπήσω | έχω αγαπήσει  |
| Vrijeme   | prošlost   | αγαπούσα | αγάπησα | είχα αγαπήσει |

Tablica sadržava u prvom licu jednine konjugirane aktivne oblike glagola αγαπώ. Analogne oblike ima i pasivna konjugacija.
Svaki od oblika predstavlja presjek glagolskog vremena i vida:
- «nesvršena sadašnjost» - indikativ prezenta; konjunktiv prezenta
- «nesvršena prošlost» - imperfekt
- «svršena sadašnjost» - konjunktiv aorista
- «svršena prošlost» - indikativ aorista
- «gotova sadašnjost» - perfekt
- «gotova prošlost» - pluskvamperfekt

Neki glagoli nemaju sve vidove. Oni glagoli koji nemaju nesvršeni vid ili se on rijetko koristi vrlo su rijetki. Razlog tomu može biti semantičke prirode (αποκοιμιέμαι, zaspati). 
S druge strane, neki važni glagoli imaju isključivo nesvršeni vid (jer se nastavci za gotovi vid dodaju na svršenu osnovu, glagoli koji nemaju svršeni vid, nemaju ni gotovi vid). To su glagoli:
- έχω
- ανήκω
- ξέρω
- περιμένω
- πρέπει
- πρόκειται
- χρωστάω.